# Bá quốc Foix
Bá quốc Foix (tiếng Pháp: Comté de Foix; tiếng Occitan: Comtat de Fois; tiếng Anh: County of Foix) là một thái ấp thời trung cổ ở miền nam nước Pháp, và sau này là một tỉnh của Pháp, có lãnh thổ tương ứng với phần phía đông của tỉnh Ariège hiện đại. (phần phía tây của Ariège là Couseran).
Trong thời Trung cổ, Bá quốc Foix được cai trị bởi Bá tước xứ Foix, người có lâu đài nhìn ra thị trấn Foix. Năm 1290, bá tước xứ Foix thừa kế Tử quốc Béarn, nơi trở thành trung tâm lãnh thổ của họ, và từ thời điểm đó trở đi, bá tước xứ Foix hiếm khi cư trú ở Bá quốc Foix, họ thích Béarn giàu có và xanh tươi hơn.
Bá quốc Foix là một thái ấp tự trị của Vương quốc Pháp và bao gồm một tập hợp các lãnh địa nhỏ được cai trị bởi các lãnh chúa, những người mặc dù trực thuộc các Bá tước xứ Foix nhưng có một số tiếng nói trong chính quyền của bá quốc.
Các điền trang cấp tỉnh của bá quốc, một cơ quan lập pháp có thể có từ thế kỷ XIV, bao gồm ba mệnh lệnh và sở hữu quyền lực và năng lực đáng kể. Vào thế kỷ XVII và XVIII, Foix đã thành lập một trong 33 chính phủ hoặc khu quân sự của Pháp và giữ các điền trang cấp tỉnh cho đến Cách mạng Pháp. Năm 1790 nó được sáp nhập với Couserans để thành lập tỉnh Ariège.
Bá quốc Foix tồn tại ngay trước Cách mạng Pháp, có diện tích đất là 2.466 km2 (952 dặm vuông).
Tại cuộc điều tra dân số năm 1999, có 76.809 cư dân sống trên lãnh thổ tỉnh cũ của Bá quốc Foix, nghĩa là mật độ chỉ 32 inh trên mỗi km2 (84 inh. mỗi dặm vuông). Các khu vực đô thị lớn nhất là Pamiers, với 17.715 dân vào năm 1999, và Foix, với 10.378 dân vào năm 1999.

## Nhà Foix

Huy hiệu của Nhà Foix

Bá tước xứ Foix phát triển mạnh mẽ từ thế kỷ XI đến thế kỷ XV. Lúc đầu, họ có mối thù giữa các Bá tước xứ Toulouse và các Bá tước xứ Barcelona, nhưng sau thất bại trong cuộc Thập tự chinh Cathar, họ đã thành công trong việc thiết lập chế độ chư hầu trực tiếp của mình với vua nước Pháp.
Trong thế kỷ XIII và XIV, Bá tước xứ Foix được coi là một trong những quý tộc phong kiến Pháp quyền lực nhất. Sống ở biên giới Vương quốc Pháp, có sự tương tác thường xuyên với Vương quốc Navarre và thường xuyên liên lạc với Vương quốc Anh thông qua Gascony và Aquitaine, họ ở vị trí thuận lợi cho việc khẳng định nền độc lập và hành động giống như những nhà cai trị bình đẳng hơn là những người phụ thuộc vào các vị vua của Pháp.
Tước hiệu Bá tước xứ Foix lần đầu tiên được đảm nhận bởi Roger xứ Foix (mất khoảng năm 1064), con trai của Bernard Roger xứ Couserans, con trai nhỏ của Roger I de Cominges, Bá tước xứ Carcassonne, de Couserans et de Razés, khi ông thừa kế thị trấn Foix và các vùng đất liền kề mà cho đến nay vẫn là một phần của huyện Carcassonne.
Cháu trai của ông, Roger II, tham gia cuộc Thập tự chinh thứ nhất vào năm 1095 và sau đó bị Giáo hoàng Paschal II rút phép thông công vì tội chiếm đoạt tài sản của giáo hội. Sau đó, ông xoa dịu cơn giận của nhà thờ thông qua những khoản quyên góp phong phú, và khi ông qua đời vào năm 1125, ông được con trai là Roger III và Roger Bernard I kế vị.
Con trai duy nhất của Roger-Bernard là Raymond Roger, đi cùng vua Pháp là Philip Augustus, tới Palestine vào năm 1190 và nổi bật khi chiếm được Acre. Sau đó, ông tham gia vào Cuộc Thập tự chinh Albigensian để bảo vệ Cathars, và do bị buộc tội dị giáo, đất đai của ông đã được trao cho Simon de Montfort, Bá tước thứ 5 xứ Leicester. Raymond Roger đã thỏa thuận với Giáo hội và lấy lại tài sản của mình trước khi qua đời vào năm 1223. Ông là người bảo trợ cho các nhà thơ Provençal và bản thân cũng là một nhà thơ.
Ông được kế vị bởi con trai mình là Roger Bernard II, người đã hỗ trợ Raymond VII, Bá tước xứ Toulouse và gia đình Albigenses trong cuộc kháng chiến chống lại các vị vua Pháp, Louis VIII và Louis IX, đã bị rút phép thông công hai lần và qua đời vào năm 1241.
Con trai ông, Roger IV, qua đời năm 1265 và được kế vị bởi con trai mình, Roger Bernard III, người nổi tiếng là một nhà thơ hơn là một chiến binh, đã bị cả Philippe III của Pháp và Pero III của Aragon bắt làm tù binh. Ông kết hôn với Marguerite, con gái và là nữ thừa kế của Gaston VII, Tử tước xứ Béarn, đồng thời ông thừa kế Tử quốc Béarn và Nébouzan từ cha vợ vào năm 1290, dẫn đến bùng nổ mối thù lâu dài giữa Nhà Foix và Nhà Armagnac.
Từ năm 1278, Bá tước xứ Foix và những người kế vị hợp pháp của họ cũng là Đồng Vương công Andorra, sau này khi Foix bị hợp nhất vào ngai vàng Pháp thì Vua, hoàng đế hoặc Tổng thống Pháp giữ vị trí là Đồng vương công Andorra, quyền này vẫn còn hiệu lực cho đến tận ngày nay.

## Nhà Foix-Béarn

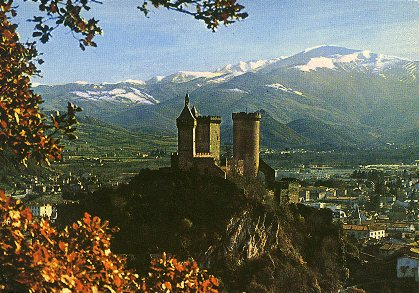
Lâu đài Foix sừng sững phía trên thị trấn, phía sau là dãy Pyrenees.

Huy hiệu của Nhà Foix-Béarn

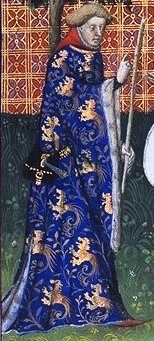
Gaston Phoebus, từ bản sao Livre de chasse đầu thế kỷ 15 của ông, được sản xuất tại Paris và được lưu giữ tại Thư viện Quốc gia Pháp. (Bibliothèque nationale de France)

Cuộc tranh cãi tiếp tục diễn ra dưới thời con trai và người kế vị của Roger Bernard là Gaston I, người trở thành bá tước vào năm 1302, thừa kế cả Bá quốc Foix và Tử quốc Béarn. Bị lôi kéo vào mối quan hệ với Vua Philippe IV của Pháp, do cuộc đấu tranh với Bá tước xứ Armagnac, Gaston bị giam ở Paris. Ông nhanh chóng lấy lại được tự do và tháp tùng Vua Louis X trong chuyến viễn chinh đến Flanders vào năm 1315, và qua đời khi trở về Pháp cùng năm.
Con trai cả của ông, Gaston II, đã làm hòa với Nhà Armagnac và tham gia vào nhiều cuộc chiến tranh khác nhau ở cả Pháp và Tây Ban Nha, qua đời tại Seville vào năm 1343, và ông được kế vị bởi con trai nhỏ của mình, Gaston III.
Công tước Gaston III (1331–1391), được gọi là Phoebus, phiên bản tiếng La Tinh của Apollo, vì vẻ đẹp trai của ông, là thành viên nổi tiếng nhất của Nhà Foix-Béarn. Giống như cha mình, ông đã hỗ trợ Pháp trong cuộc chiến chống lại nước Anh, được giao nhiệm vụ bảo vệ biên giới Gascony.
Khi vua Pháp là John II, sủng ái Bá tước xứ Armagnac, Gaston từ bỏ sự phục vụ của mình và đi chiến đấu chống lại những kẻ ngoại giáo ở Phổ. Trở về Pháp vào khoảng năm 1357, ông đã giải cứu một số phụ nữ quý tộc khỏi các cuộc tấn công của những người theo Jacquerie tại Meaux, và nhanh chóng gây chiến với Bá tước xứ Armagnac.
Trong cuộc đấu tranh này, ông cũng tấn công Bá tước xứ Poitiers, đại diện hoàng gia ở Languedoc, nhưng nhờ sự can thiệp của Giáo hoàng Innocent VI ông đã làm hòa với bá tước này vào năm 1360. Tuy nhiên, Gaston vẫn tiếp tục chiến đấu chống lại Bá tước xứ Armagnac, và đến năm 1362 thì vị bá tước này bị đánh bại và buộc phải trả tiền chuộc. Cuộc chiến này kéo dài đến năm 1377.
Đầu năm 1380, Bá tước xứ Foix được bổ nhiệm làm thống đốc Languedoc, nhưng khi Charles VI kế vị Charles V làm vua vào cuối năm đó, việc bổ nhiệm này đã bị hủy bỏ. Tuy nhiên, từ chối tuân theo mệnh lệnh của hoàng gia và được sự ủng hộ của các công xã Languedoc, Gaston đã chiến đấu trong khoảng 2 năm chống lại John, công tước xứ Berry, người đã được chọn làm người kế vị ông.
Khi chiến thắng trong trận chiến, ông từ bỏ cuộc đấu tranh và lui về dinh thự của mình, giữ thái độ trung lập và độc lập. Sau đó ông cư trú tại Orthez, thủ đô của Tử quốc Béarn. Năm 1348 Gaston kết hôn với Agnes, con gái của Philip, Bá tước xứ Évreux (mất năm 1343), với vợ ông là Jeanne II, Nữ vương của Navarre. Với Agnes, người mà ông đã ly hôn vào năm 1373, ông có một con trai duy nhất, Gaston, người được cho là đã bị chú của ông, Carlos II của Navarra, xúi giục đầu độc cha mình, và người đã chết vào năm 1381. Có khả năng là anh ta bị cha mình giết chết.
Gaston rất thích săn bắn nhưng không phải là không có niềm yêu thích nghệ thuật và văn học. Hiện có một số bản thảo tuyệt đẹp được thực hiện theo lệnh của ông, và chính ông đã viết một chuyên luận về săn bắn, Livre de chasse, được biết đến bằng tiếng Anh là The Hunting Book. Jean Froissart, người đã mô tả sinh động về triều đình và cách sống của ông tại Orthez ở Béarn, đã nói một cách nhiệt tình về Gaston, rằng: "Tôi chưa bao giờ thấy một người nào giống ông ấy về tính cách, cũng không có hình thức đẹp đẽ, cũng không lịch sự đến thế, và một lần nữa, về mọi mặt anh ấy đều hoàn hảo đến mức không thể khen ngợi quá nhiều".
Không còn con trai hợp pháp, Gaston de Foix dễ dàng bị thuyết phục để thừa kế đất đai của mình cho Vua Charles VI, người nhờ đó đã có được Bá quốc Foix và Tử quốc Béarn khi bá tước qua đời tại Orthez vào năm 1391. Gần như ngay sau cái chết của Gaston, Vua Charles đã trao Bá quốc Foix cho Matthew, Tử tước xứ Castelbon, hậu duệ của Bá tước Gaston I xứ Foix. Khi Matthew qua đời mà không có hậu duệ thừa kế vào năm 1398, đất đai của ông bị Archambault, Bá tước xứ Grailly và Captal de Buch, chồng của chị gái Matthew là Isabella (mất năm 1426), người được xác nhận là Bá tước hợp pháp xứ Foix, chiếm giữ vào năm 1401.

## Nhà Foix-Grailly

Huy hiệu Nhà Foix-Grailly

Con trai cả của Archambault là John (khoảng 1382–1436), người kế vị đất đai và tước hiệu của cha mình vào năm 1412, đã kết hôn với Jeanne vào năm 1402, con gái của Charles III, vua của Navarre. Từng phục vụ vua Pháp ở Guyenne và vua Aragon ở Sardinia, John trở thành đại diện hoàng gia ở Languedoc, khi cuộc cãi vã cũ giữa Bá tước xứ Foix và Armagnac lại nổ ra. Trong cuộc đấu tranh giữa đảng Burgundian và Armagnacs, ông đã bày mưu tính kế với cả hai, và do đó bị Dauphin nước Pháp, sau này là Vua Charles VII của Pháp, nghi ngờ. Từ bỏ chính nghĩa của Pháp, ông sau đó liên minh với Henry V của Anh. Khi Charles VII trở thành vua vào năm 1423, ông quay trở lại lòng trung thành trước đây và trở thành đại diện của nhà vua ở Languedoc và Guyenne. Sau đó, ông hỗ trợ đàn áp các băng cướp đang tàn phá nước Pháp, chiến đấu cho Vương quyền Aragon chống lại Vương quyền Castile, và hỗ trợ anh trai mình, Hồng y xứ Foix, dẹp tan cuộc nổi dậy ở Aragon.
Peter, Hồng y xứ Foix (1386–1464), là con trai thứ năm của Archambault xứ Grailly, và được bổ nhiệm làm tổng giám mục xứ Arles vào năm 1450. Ông tham gia nổi bật vào cuộc đấu tranh giữa các Giáo hoàng đối lập, đồng thời thành lập và ban tặng Collège de Foix ở Toulouse. Bá tước tiếp theo là con trai của John là Gaston IV xứ Foix, người kết hôn với Leonora (mất năm 1479), con gái của John, vua của Aragon và Navarre. Năm 1447, ông mua lại Tử quốc Narbonne và hỗ trợ Vua Charles VII ở Guyenne, ông được phong Đẳng cấp quý tộc Pháp vào năm 1458. Năm 1455, cha vợ ông chỉ định ông làm người kế vị ở Vương quốc Navarre, và Louis XI của Pháp đã phong ông làm người kế vị, cho ông các Bá quốc Roussillon và Cerdagne, và phong ông làm đại diện của mình ở Languedoc và Guyenne; nhưng những dấu hiệu ưu ái này không ngăn cản ông tham gia liên minh chống lại Louis vào năm 1471.
Con trai cả của ông là Gaston, Thân vương xứ Viana, chồng của Madeleine của Pháp, con gái của Charles VII của Pháp, qua đời năm 1470, và khi Gaston IV qua đời 2 năm sau đó, đất đai của ông được chuyển cho cháu trai ông, Francis Phoebus (mất năm 1483). Francis Phoebus trở thành vua Navarre năm 1479 và được kế vị bởi chị gái ông là Catherine (mất năm 1517), vợ của Jean d'Albret (mất năm 1516).
Con trai thứ của Bá tước Gaston IV là John (mất năm 1500), người được cha mình phong làm Tử tước xứ Narbonne và kết hôn với Marie, em gái của vua Pháp Louis XII. Ông có quan hệ tốt với cả Louis XI và Louis XII, và sau cái chết của cháu trai ông là Francis Phoebus vào năm 1483, ông đã giành được Vương quốc Navarre trước Jean d'Albret và vợ ông, Catherine de Foix. Cuộc đấu tranh sau đó kéo dài cho đến năm 1497 khi John từ bỏ yêu sách của mình. Ông để lại một con trai, Gaston de Foix (1489–1512), một vị tướng nổi tiếng người Pháp, và một con gái, Germaine de Foix, người trở thành vợ thứ hai của Ferdinand II xứ Aragon.
Năm 1507, Gaston trao đổi Tử quốc Narbonne với Vua Louis XII của Pháp để lấy công quốc Nemours, và với tư cách là Công tước xứ Nemours, ông nắm quyền chỉ huy quân đội Pháp ở Ý. Sau khi giải phóng Bologna và chiếm Brescia, Gaston chạm trán với quân đội của Liên minh Thánh tại Ravenna vào tháng 4 năm 1512 và đánh tan quân địch, nhưng bị giết trong cuộc truy đuổi.
Ngoài ra còn có các nhánh trẻ hơn của gia tộc Foix-Grailly: tử tước xứ Lautrec (hậu duệ của Pierre de Foix, con trai út của Jean III); Bá tước xứ Candale và Benauges (hậu duệ của Gaston de Foix, con trai nhỏ của Archemboult và con trai John de Foix, Bá tước thứ nhất xứ Kendal); Bá tước Gurson và Fleix và Tử tước Meille (Jean de Foix, Comte de Meille, Gurson et Fleix, là con trai nhỏ của Jean de Foix, Bá tước xứ Kendal), và Bá tước Caraman, hay Carmain, xuất thân từ Isabeau de Foix, Dame de Navailles (con duy nhất của Archambaud de Foix-Grailly, Nam tước de Navailles) và chồng bà Jean, Vicomte de Carmain, con cháu của họ lấy tên và huy hiệu của Foix.

## Nhà Albret và Nhà Bourbon
Khi Catherine, vợ của Jean d'Albret, kế vị anh trai bà là Francis Phoebus, Nhà Foix-Grailly được sáp nhập vào Nhà Albret, và sau đó là Nhà Bourbon với Henry III của Navarre, con trai của Antoine de Bourbon và Juana III của Navarra.
Henry III của Navarre trở thành Vua Henri IV của Pháp vào năm 1589. Năm 1607, ông hợp nhất với vương quốc Pháp các thái ấp riêng của ông thuộc chủ quyền của Pháp (tức là Bá quốc Foix, Bigorre, Quatre-Vallées và Nébouzan, nhưng không bao gồm Béarn và Hạ Navarre, là các nhà nước có chủ quyền bên ngoài vương quốc Pháp), và do đó Bá quốc Foix trở thành một phần lãnh thổ của hoàng gia.